# Beretta M51
La M51 è una pistola semiautomatica con funzionamento in azione singola, camerata per la 9 mm Parabellum, ideata nei tardi anni quaranta da Tullio Marengoni, alla Pietro Beretta S.p.A italiana, e sviluppata negli anni cinquanta con le varie versioni. 
Fu subito adottata come arma d’ordinanza dalla Polizia di Stato Italiana (rimpiazzando la Beretta M34) limitatamente ai Reparti Celere nonché per la Polizia Stradale e in seguito anche dalla Marina Militare. L’Esercito (Carabinieri compresi) passerà invece direttamente dalla M34 (camerata col meno potente 9 x 17 mm corto (.380 ACP)) alla Beretta 92 (in 9 Para), molti anni più tardi. Per l'Arma dei Carabinieri l'eccezione fu costituita dalla Beretta 51R (a raffica) unica e sola versione adottata.

## Dettagli
Alcune modifiche furono introdotte dopo una prima produzione, fra cui la sostituzione del telaio in lega leggera di alluminio con uno in acciaio, l'allungamento della slitta e lo spostamento dello sgancio del caricatore dalla base dell'impugnatura alla destra della stessa, vicino al grilletto. La produzione in serie iniziò nel 1955, ed è stata in servizio anche alle forze armate egiziane (dove è prodotta dal marchio locale Maadi e designata come Helwan), a quelle di Israele, Iraq (prodotta su licenza come Tariq), Nigeria e Tunisia. 
Per il mercato civile, fu commercializzata come M951 Brigadier, ottenibile solo in calibro 7,65 parabellum, e fu presto sostituita dalla Mod. 52 con alcune modifiche al carrello che non permettevano l'intercambiabilità con le canne in 9 Parabellum a causa della classificazione di tale calibro come "da guerra". Dopo il 1968 negli Stati Uniti fu promossa per un breve periodo come 104.
La M51 è una pistola con chiusura stabile a corto rinculo di canna e blocco cadente (stesso meccanismo della pistola Walther P38), il quale, fissato sotto la canna con un perno, scivola lungo una slitta inclinata ricavata nel telaio sottostante, separando la canna dal carrello dopo un breve rinculo, in modo che il carrello-otturatore potesse proseguire nel movimento retrogrado e terminare il ciclo di funzionamento (scarica e armamento).
La M51 ha un caricatore monofilare estraibile da 8 colpi; un rilievo del carrello, intercettato da un gradino del caricatore, tiene aperto il carrello dopo che l'ultimo colpo è stato sparato, e si può chiudere esercitando una pressione sulla leva di sblocco del carrello, posta sulla sinistra del telaio. L'arma ha mire fisse tarate a 50 metri, dove la tacca è sostituibile, incastonata col sistema a coda di rondine. La canna della pistola ha una rigatura a 6 principi destrorsi con un ciclo di rivoluzione di 254 mm.
Con l'adozione del telaio in acciaio l'arma ha potuto utilizzare i colpi M38 potenziati, studiati per il MAB.

## Varianti
Una versione camerata in 7,65 mm Parabellum fu prodotta per il mercato civile italiano (con il nome di Beretta 1952, proprio per distinguerla dalla versione militare), per il quale l'uso del calibro 9 mm Parabellum era vietato. Il modello fu denominato Modello 52 (prodotto anche in versione per uso sportivo: Special).
Un'ulteriore evoluzione della M51 fu la M51R ("R" indica che può sparare a raffica), disegnata fra gli anni sessanta e gli anni settanta su richiesta di alcuni corpi speciali italiani.
In Egitto, grazie ad un accordo tra la Beretta e le autorità militari egiziane, fu studiata anche una versione da tiro del Modello 51 chiamata Modello 51/57 o Berhama, dal nome dell'ufficiale che ne chiese la realizzazione. Quest'arma si distingue dal modello originale per la canna più lunga, le mire di tipo sportivo e l'impugnatura da tiro in legno.
In Iraq la M51 è stata prodotta su licenza con la denominazione di Tariq.